# Indywidualne Mistrzostwa Polski w Zapasach 1939
15. Mistrzostwa Polski w Zapasach 1939 – zawody sportowe, które odbyły się w Krakowie 18 i 19 marca 1939. Walczono wyłącznie w stylu klasycznym.

## Medaliści
| Kategoria:  | Złoto:                                            | Srebro:                             | Brąz:                                       |
| 58 kg       | Antoni Rokita Rywal Warszawa                      | Litwink Warszawa                    | Gibas Kraków                                |
| 62 kg       | Józef Kulesza IKP Łódź                            | Władysław Rychta Garbarnia Kraków   | Mieczysław Neubauer Fort Bema Warszawa      |
| 67 kg       | Oskar Kusz Strzelec Nowy Bytom                    | Henryk Szlązak Legia Warszawa       | Marian Świętosławski Elektryczność Warszawa |
| 73 kg       | Feliks Rejniak Policyjny Klub Sportowy Warszawa   | Suchy Warszawa                      | Antoni Gołaś Śląsk                          |
| 79 kg       | Bolesław Śliskowski IKP Łódź                      | Lupacki Legia Warszawa              | Erwin Hinz Wima Łódź                        |
| 87 kg       | Józef Dąbrowski Elektryczność Warszawa            | Teodor Krysmalski Sokół II Katowice | Marian Dąbrowski IKP Łódź                   |
| ponad 87 kg | Stanisław Iłczyk Policyjny Klub Sportowy Warszawa | Karol Jakubowski IKP Łódź           | Bogdan Śmitkowski Wisła Kraków              |